# Fermoar

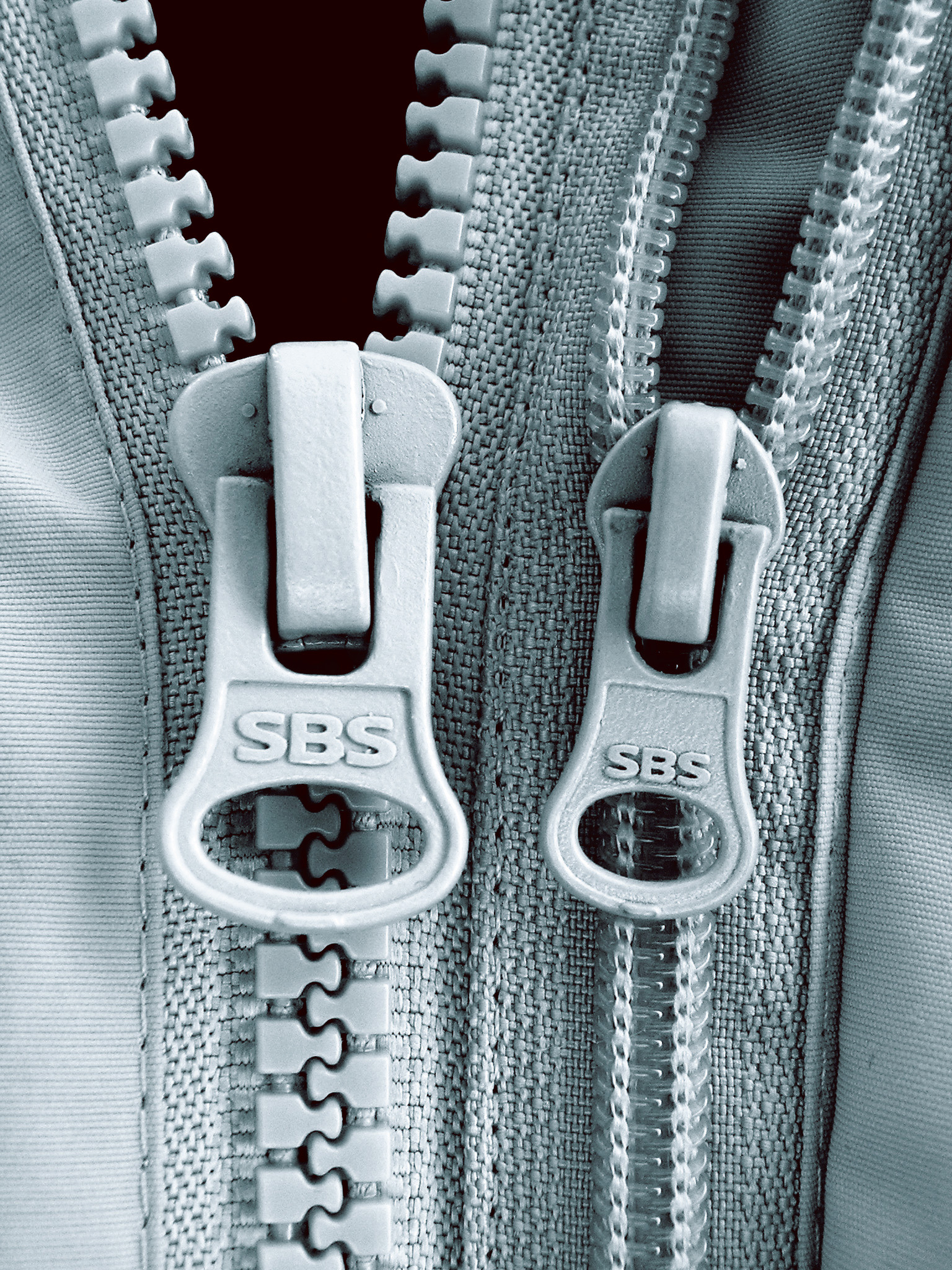

Fermoarul este un dispozitiv folosit la încheierea articolelor de îmbrăcăminte și de încălțăminte, a poșetelor, portofelelor, sacilor de dormit etc., format din două șiruri de lame (prinse pe o șuviță de pânză, de piele etc.) așezate față în față și care se îmbucă reciproc cu ajutorul unei mici piese, făcute să lunece între ele.